# Danuta Zielińska
Danuta Zielińska (zm. 10 września 2020) – polska specjalistka fizjologii roślin, dr hab.

## Życiorys
Obroniła pracę doktorską, następnie uzyskała stopień doktora habilitowanego. Pracowała w Katedrze Fizjologii Roślin, oraz była nauczycielem akademickim na Wydziale Ogrodnictwa i Architektury Krajobrazu Uniwersytetu Przyrodniczego w Poznaniu.
Zmarła 10 września 2020.

## Odznaczenia
- Złoty Krzyż Zasługi[1]
- Krzyż Kawalerski Orderu Odrodzenia Polski[1]